# Teofilakt Simokat
Teofilakt Simokat (grško: starogrško Θεοφύλακτος Σιμοκάτ(τ)ης, Theophylaktos Simokat(t)es]), bizantinski zgodovinar iz zgodnjega 7. stoletja, verjetno zadnji zgodovinar pozne antike. Pisal je v času cesarja Heraklija (610–641), verjetno okoli leta 630, o prejšnjem cesarju Mavriciju (582–602).

## Življenjepis
Zgodovina vladanja cesarja Mavricija obsega osem knjig. Njegovo delo je manj obsežno od Prokopijevega. Zgodovina je napisana v samozavestnem klasicističnem slogu, vendar je kljub temu pomemben vir podatkov o Slovanih in Perzijcih v 7. stoletju. Teofilakt omenja Heraklijevo vojno s Perzijci (610-628), ne pa tudi vojne z Arabci, ki se je začela leta 634, zato je zelo verjetno pisal okoli leta 630. Eden od virov njegovih podatkov je bil  tudi Ivan iz Epifanije.

## Zanimivost
Teofilaktovo poezijo je iz grških verzov v latinsko prozo prevedel Nikolaj Kopernik. Prevod je posvetil svojemu stricu Lukasu Watzenrodu in ga izdal v Krakovu leta 1509. Knjiga je edino Kopernikovo delo, ki jo je izdal v svojem imenu.